# ديواك
هو هلام (جيل) يستخدم مرة يوميا يحتوي على مادتين فعالتين هما فوسفات الكليندامايسين وبنزوئيل بيروكسيد، كلا المادتين تستخدمان لعلاج حب الشباب.

## المواد الداخلة في تركيبه

### بنزوئيل بيروكسيد
البنزوئيل بيروكسيد هو نمط من العلاج يعرف باسم حال للتقرن keratolytic. هذا يعني أنه يعمل على تحطيم الكيراتين البروتين الذي يشكل جزءاً من بينة الجلد. ينقص فوراً من زيتية الجلد، لكنه قد يأخذ 4-6 أسابيع من العلاج قبل أن يظهر الأثر الكامل للأدوية المستخدمة لعلاج حب الشباب.
عند تطبيق البنزويل بيروكسايد على الجلد فإنه يسبب انهيار الطبقة العليا من خلايا الجلد وتساقطها، هذا يساعد على تحطيم البثور السوداء في الوجه أو الرأس (زُؤَان ودُخَيْنَة) ويفتح الغدد الدهنية، كما يساعد على منع تشكيل بثور جديدة.
للبنزويل بيروكسيد تأثير مضاد للجراثيم ويقتل الجراثيم على الجلد مباشرة، كما يخفض من أعدادها بتخفيض إنتاج الزهم (المخزون الغذائي للجراثيم) بواسطة الغدد الزهمية.

### كليندامايسين
يعالج الكليندامايسين العداوى الجرثومية بقتل الجراثيم المسببة للعدوى. إذ يمنع الجراثيم من تشكيل الجدران الخلوية الطبيعية. تحمي هذه الجدران الخلايا الجرثومية وهي أساسية لبقاء الجراثيم على قيد الحياة. عدم تشكل الجدران الخلوية بشكل صحيح يؤدي إلى تحللهم وبالتالي موت الخلايا الجرثومية. يثبط ذلك قابلية الجراثيم على النمو وبالتالي يوقف من انتشار العدوى.
يقتل الكلينادميسين أنواع كثيرة من الجراثيم، بما فيها الجراثيم التي تترافق مع حب الشباب Propionebacterium acnes. وهي بكتيريا شائعة تتغذى على المصل الذي تنتجه الغدد الدهنية في البشرة، فتنتج البكتيريا بقايا وحموض دسمة تهيج الغدد الدهنية وتسبب فيها الالتهاب والبقع. ويمكننا ضبط التهاب الغدد الدهنية بضبط عدد الجراثيم، وبذلك تصبح البشرة قابلة للشفاء.

## لماذا يستخدم
في حال حب الشباب الخفيف إلى المعتدل.

## تحذيرات
- قد يزيل هذا المستحضر لون الشعر والأقمشة.
- لايؤخذ هذا الدواء عن طريق الفم.
- لا يوصى بهذا الدواء للأطفال دون 12 سنة إلا إذا وصف الطبيب خلاف ذلك.
- تجنّب ملامسة الدواء للعينين والأغشية الرطبة المبطّنة لداخل أجزاء معينة من الجسم مثل الفم والطرق الأنفية.
- لا يُطبق هذا الدواء على الجلد المجروح أو المتهيّج.

يستخدام بحذر في: حال الجلد الحسّاس.
لا يستخدم في حال:
- قصة سابقة بالتهاب جزء من الأمعاء (التهاب الأمعاء).
- قصة سابقة بالتهاب الطرق المعوية (التهاب القولون التقرحي).
- قصة سابقة بالتهاب الأمعاء الغليظة بسبب العلاج بمضاد حيوي (التهاب القولون المترافق مع المضادات الحيوية).

لاينبغي استخدام هذا الدواء إذا كان لديك حساسية تجاه أيّ من مكوناته.

## الحمل والإرضاع الطبيعي
لا ينبغي استخدام بعض الأدوية أثناء الحمل أو الإرضاع. ومع ذلك، قد يكون غيرها من الأدوية تستخدم بأمان في الحمل أو الرضاعة بحيث توفر فوائد للأم تفوق المخاطر التي قد يتعرض لها الجنين (الطفل الذي لم يولد بعد). لذلك، يجب طلب استشارة الطبيب قبل استخدام هذا الدواء.

## الآثار الجانبية
- الحكة
- جفاف الجلد
- احمرار الجلد
- وخز الجلد

إن الآثار الجانبية المذكورة أعلاه قد لا تشمل جميع الآثار الجانبية المذكورة من قبل الشركة الدوائية المصنعة.

## التداخلات الدوائية
من المهم إخبار طبيبك أو الصيدلي عن الأدوية التي تتناولها، بما في ذلك الأدوية بدون وصفة طبية والأدوية العشبية، وذلك قبل البدء بهذا الدواء. وبشكل مشابه، قم باستشارة الطبيب أو الصيدلي قبل البدء بأي دواء جديد إذا كنت تتناول هذا الدواء لتتأكد أن المشاركة آمنة.
ينبغي استخدام المسحضرات الجلدية مثل مستحضرات التجميل والصوابين والمنظفات ومواد التجميل والمحضرات المضادة لحب الشباب الأخرى وخصوصاً التي تحتوي تراكيز عالية من الكحول والمواد القابضة بحذر عند مشاركتها مع هذا الدواء لأنها تملك تأثيراً مجففاً ومخرشاً تراكمياً على الجلد.